# Francesco Saverio Pavone
Francesco Saverio Pavone (Tarento, 25 de marzo de 1944-Mestre, 16 de marzo de 2020) fue un magistrado italiano, jefe de la Procuraduría de Venecia durante varios años. 

## Biografía
Nacido en Tarento el 25 de marzo de 1944, trabajó durante varios años como secretario de la corte, donde obtuvo una plaza a fines de la década de 1970. En 1980 asumió el servicio en el juzgado de Venecia, primero como juez en el tribunal y luego como fiscal. En dicha ciudad se ocupó de investigaciones sobre crimen organizado y secuestros. En 1988, el denominado «grupo de Pavone» —grupo de magistrados en el mismo caso— sacó a la luz el organigrama completo de la Mala del Brenta que estaba causando estragos en el Véneto, investigaciones que llevaron en 1994 al juicio que desmanteló la Mala del Brenta, con Felice Maniero condenado a treinta y tres años por asociación mafiosa. Francesco Saverio Pavone vivió con escolta de 1989 a 2006, y recibió amenazas de la mafia siciliana y de miembros de la Mala del Brenta. En 2016 se retiró como fiscal jefe de Belluno.
El 16 de marzo de 2020, falleció a los 75 años en la unidad de cuidados intensivos del Hospital Mestre Angelo, durante la pandemia global de coronavirus, después de dar positivo en COVID-19, lo que le causó graves problemas pulmonares.